# Parking
Parking è un film del 1985 diretto da Jacques Demy.